# Вершинин, Александр Владимирович
Александр Владимирович Вершинин (род. 1965) — российский актёр театра и кино, Народный артист Российской Федерации (2019).

## Биография
Родился в Москве 29 ноября 1965 года.
Окончил Кунцевский радиомеханический техникум, некоторое время работал в НИИ.
В 1988 году поступил в театральное училище имени М. С. Щепкина на курс Виктора Коршунова. По окончании училища в 1992 году был принят в труппу Государственного академического Малого театра.
Большое внимание в своём творчестве отдаёт воплощению образов классической литературы.
Работает на других сценических площадках.

«Когда узнают после спектакля — это дороже»
Александр Вершинин

## Личная жизнь
Первой женой была актриса Наталия Антонова (род. 12.03.1974), от этого брака сын Артём (род. 26 октября 1997 г.), ставший актером. В настоящее время женат второй раз на Наталье Вершининой (актриса), от этого брака дочь Надежда и сын Добрыня.

## Творчество

### Роли в театре

#### Малый театр
- 1993 — «Царь Иудейский» К. Романова — Руф
- 1993 — «Князь Серебряный» А. К. Толстого — Князь Серебряный
- 1993 — «Обрыв» И. А. Гончарова — Егорка, Викентьев
- 1993 — «Царь Борис» А. К. Толстого — Христиан
- 1994 — «Горячее сердце» А. Н. Островского — Слуга
- 1995 — «Пир победителей» А. И. Солженицына — Прокопович
- 1996 — «Волки и овцы» А. Н. Островского — Горецкий
- 1996 — «Дикарка» А. Н. Островского и Н. Я. Соловьёва — Вершинский
- 1996 — «Царь Пётр и Алексей» Ф. Горенштейна — Орлов
- 1996 — «Князь Серебряный» А. К. Толстого — Басманов
- 1997 — «Не было ни гроша, да вдруг алтын» А. Н. Островского — Елеся
- 1997 — «Снежная королева» Е. Шварца — ворон
- 1997 — «Тайны Мадридского двора» Э. Скриба и Г. Легуве — граф Анри де Альбре
- 1998 — «Воскресение» Л. Н. Толстого — Нехлюдов
- 1999 — «Коварство и любовь» Фридриха Шиллера — слуга
- 2000 — «Хроника дворцового переворота» г. Турчиной — Пассек
- 2001 — «Горе от ума» А. С. Грибоедова — Молчалин
- 2002 — «На всякого мудреца довольно простоты» А. Н. Островского — Глумов
- 2003 — «Тайны Мадридского двора» Э. Скриба и Е. Легуве — Гватинара
- 2004 — «На всякого мудреца довольно простоты» А. Н. Островского — Курчаев
- 2004 — «Тайны Мадридского двора» Э. Скриба и Е. Легуве — Франциск I
- 2007 — «Любовный круг» С. Моэма — Арнольд Чемпион-Ченей
- 2008 — «Касатка» А. К. Толстого — Илья Ильич Быков
- 2009 — «Волки и овцы» А. Н. Островского — Аполлон Викторович Мурзавецкий
- 2012 — «Пиковая дама» А. С. Пушкина — князь Томский
- 2013 — «Как обмануть государство» («Школа налогоплательщиков») Л. Верней и Ж. Берр — Гастон Вальтье

### Фильмография
- 1997 — На заре туманной юности — Алексей Кольцов
- 1999 — Опять надо жить — Павел
- 2000 — Русский бунт — Харлов
- 2002 — Воровка 2. Счастье напрокат — Олег Лопахин
- 2002 — Горе от ума — Молчалин
- 2002 — Свободная женщина — Селивёрстов
- 2002 — Трое против всех
- 2003 — Огнеборцы
- 2003 — Покаянная любовь — Сидор Печников
- 2004 — Евлампия Романова. Следствие ведёт дилетант-2 — Никита Малышев
- 2004 — Золотая голова на плахе
- 2005 — Сыщики районного масштаба
- 2007 — Служба доверия ― Андрей Ремизов
- 2008 — Время счастья — Сергей Данилович доктор в сочинской больнице
- 2008 — Зачем ты ушёл
- 2008 — Спасите наши души — Николай Чурбанов
- 2008 — Москва. Голоса ускользающих истин
- 2009 — Закон и порядок: Преступный умысел — Олег Пестов «Прокол»
- 2009 — Исаев — Серов, командир заградотряда
- 2009 — Маргоша — Вадим Шепелёв
- 2011 — Неистовый, яростный, бешеный… — член военного совета
- 2012 — ЧС: Чрезвычайная ситуация — Паша Голованов
- 2012 — Без следа (16 серия) — Андрей Андреевич Лагутин, депутат, член Совета Федерации
- 2013 — Тёмный мир: Равновесие — Герман
- 2014 — Майя — Сергей Юрьевич Шолохов, следователь
- 2015 — Единичка — сержант Павел Жилкин
- 2016 — Мурка — метрдотель
- 2016 — Второе зрение — Александр Григорьевич Шорохов, майор полиции
- 2018 — Семь пар нечистых — Угадаев
- 2018 — Гурзуф — замминистра
- 2022 — Начальник разведки — Всеволод Меркулов
- 2022 — Заключение — Кирилл Николаевич Суворин
- 2023 — Последнее дело Черкасова — Гордеев

## Награды
- Народный артист Российской Федерации (28 марта 2019 года)[1]
- Заслуженный артист Российской Федерации (15 января 2004 года)[4]